# Cuvierina columnella
Cuvierina columnella é uma espécie de molusco pertencente à família Cuvierinidae.
A autoridade científica da espécie é Rang, tendo sido descrita no ano de 1827.
Trata-se de uma espécie presente no território português, incluindo a zona económica exclusiva.